# Sinaphaenops mirabissimus
Sinaphaenops mirabissimus is een keversoort uit de familie van de loopkevers (Carabidae). De wetenschappelijke naam van de soort is voor het eerst geldig gepubliceerd in 1991 door Ueno et Wang.